# عبد الرحمن أبو قوس
عبد الرحمن أبو قوس (1915- 1984 م) صحفي وأديب وباحث سوري، شاعر وكاتب مسرحي، عضو اتحاد الكتَّاب العرب.

## سيرته
ولد في حلب عام 1915م، وتلقَّى فيها تعليمه.
عمل في الصِّحافة باكرًا، وقد حرَّر في جريدة (برق الشمال) لصاحبها نقولا جانجي التي صدرت في حلب عام 1932م، وصار أحد صاحبَيها مدَّة. ثم أصدر جريدة (النجم الجديد) الأسبوعية عام 1946م، وحملت شعارًا: (جمهورية سوريا لشعب عربي أمره شورى). ثم أصدر جريدة (الوطن) بالاشتراك مع فيكتور كورنلي صاحب جريدة (الجمهورية) عام 1952م وكان رئيسًا لتحريرها ومديرًا مسؤولًا عنها، ثم استقلَّ بها بعد عام 1953م.
كتب العديد من المقالات والاستطلاعات الصحفية في عدد من الدوريات الأدبية والثقافية.
وكان أديبًا شاعرًا، وكتب المسرحيات والدراسات النقدية. وله رحلات كثيرة زار فيها دولًا شتَّى ودوَّن ذكريات رحلاته وأخبارها في عدد من الكتب. وهو عضو اتحاد الكتاب العرب.

## صدر له
1. ثورة العبيد (شعر)، حلب، المطبعة العصرية، عام 1938م.
2. ظلم الحياة (مقالات)، حلب، المطبعة الوطنية، عام 1941م.
3. باخوس (مسرحية)، حلب، المطبعة العصرية، عام 1943م.
4. مركب الفكر (مسرحية شعرية)، حلب، المطبعة العصرية، عام 1944م.
5. رسالة الأدب (دراسة)، حلب، المطبعة العصرية، عام 1944م.
6. الرائد الأدبي (دراسة) عام 1944م.
7. باقة شعر (شعر)، حلب، مطبعة النداء، عام 1947م.
8. كنت في رومانيا (رحلات)، حلب، المطبعة العصرية.
9. كنت في الصين (رحلات)، حلب، مطبعة المعارف، عام 1957 م.
10. كنت في ألمانيا (رحلات)، حلب، دار جريدة الوطن، عام 1957م.
11. طلسم الحياة (مسرحية).
12. لا ليس (مسرحية)، دمشق، دار الروَّاد.
13. 250 جوابًا على 250 سؤالًا عن ألمانيا الديمقراطية (رحلات).
14. رحلة إلى يوغوسلافيا (رحلات)، حلب.
15. بلغاريا كما رأيتها (رحلات)، حلب، دار الوطن، عام 1958م.
16. في الملايو وبورنيو الشمالية (رحلات)، عام 1963م.
17. الثورة الثقافية في الصين (دراسة)، عام 1966م.
18. الثورة أيتها الحرية (قصيدة طويلة)، بيروت، عام 1979م.

## من شعره
نختار نموذجًا من شعره، من قصيدته (لا تُبعِدِ الكأس) المنشورة في مجموعته (باقة شعر)، قال:

## وفاته
توفي في حلب عام 1985م.